# Roberta Mari
Roberta Mari, nome d'arte di Yvi Mirenda (Livorno, 3 novembre 1917 – Milano, 8 agosto 1993), è stata un'attrice italiana.

## Biografia
Nata a Livorno nel 1917, aspira sin da giovanissima a lavorare nel mondo dello spettacolo, tanto che un giorno si presenta al capocomico e attore Antonio Gandusio, che dopo averla ascoltata, la scrittura per la sua Compagnia, dove debutta nella commedia Milizia Territoriale del 1937, all'Arena di Verona.
Notata da Mario Mattoli, viene scritturata nel cast della pellicola Questi ragazzi del 1937; sarà il primo film di una breve carriera di attrice cinematografica. In seguito la Mari lavorerà solamente nella prosa teatrale e televisiva, spesso insieme al marito Ernesto Calindri, che sposa nel 1939 e dal quale ha quattro figli, tra cui Gabriele, anch’egli attore nonché doppiatore di vari cartoni animati. Muore a Milano l'8 agosto 1993; dopo una prima sepoltura nel cimitero di Lambrate, per volontà della famiglia e del sindaco di Certaldo (Fi), nell'aprile 2004, le sue ceneri verranno trasferite, insieme ai resti mortali del marito, nel locale cimitero di Certaldo.

## Filmografia
- Questi ragazzi, regia di Mario Mattoli (1937)
- Gli ultimi giorni di Pompeo, regia di Mario Mattoli (1937)
- Felicita Colombo, regia di Mario Mattoli (1937)
- L'amor mio non muore!, regia di Giuseppe Amato (1938)
- Partire, regia di Amleto Palermi (1938)